# Myxodoryx hanitschi
Myxodoryx hanitschi är en svampdjursart som först beskrevs av James Barrie Kirkpatrick 1907.  Myxodoryx hanitschi ingår i släktet Myxodoryx och familjen Hymedesmiidae. Inga underarter finns listade i Catalogue of Life.